# جوائز آي هارت راديو الموسيقية
جوائز آي هارت راديو الموسيقية (iHeartRadio Music Awards) هي جائزة موسيقية تحتفل بالموسيقى التي بثت طوال السنة على «محطات أي هارت راديو» (بالإنجليزية: iHeartMedia radio stations) .أول حفل تم إقامته كان بتاريخ 1 مايو 2014 في لوس أنجلوس، امتلكت قنوات هيئة الإذاعة الوطنية حقوق البث للحفل في أول سنتين ثم إنتقلت علي إثرها ومنذ سنة 2015 إلي TBS وشبكة تورنر التلفزيونية وترو تي في.النسخة الخامسة من الجوائز ستقام في 11 مارس 2018.

## قائمة الإحتفالات
| السنة                                   | التاريخ | الموقع          | المدينة المستضيفة      | المقدم                  | الفائز بجائزة أغنية العام                  | Ref.  |
| --------------------------------------- | ------- | --------------- | ---------------------- | ----------------------- | ------------------------------------------ | ----- |
| جوائز آي هارت راديو الموسيقية لسنة 2014 | مايو 1  | شرين أوديتيريوم | لوس أنجلوس             | —                       | "Stay" – ريانا بالإشتراك مع. Mikky Ekke    | [ 5 ] |
| جوائز آي هارت راديو الموسيقية لسنة 2015 | مارس 29 | شرين أوديتيريوم | لوس أنجلوس             | جيمي فوكس               | "Shake It Off" – تايلور سويفت              | [ 6 ] |
| جوائز آي هارت راديو الموسيقية لسنة 2016 | أبريل 3 | ذا فوروم        | إنغليووود (كاليفورنيا) | جايسون درولو            | "Hello" – أديل                             | [ 7 ] |
| جوائز آي هارت راديو الموسيقية لسنة 2017 | مارس 5  | ذا فوروم        | إنغليووود (كاليفورنيا) | ريان سيكرست             | "Can't Stop the Feeling!" – جاستين تيمبرلك | [ 8 ] |
| جوائز آي هارت راديو الموسيقية لسنة 2018 | مارس 11 | ذا فوروم        | إنغليووود (كاليفورنيا) | دي جي خالد هيلي بالدوين | TBD                                        | [ 9 ] |

## الأكثر فوزا وترشحا

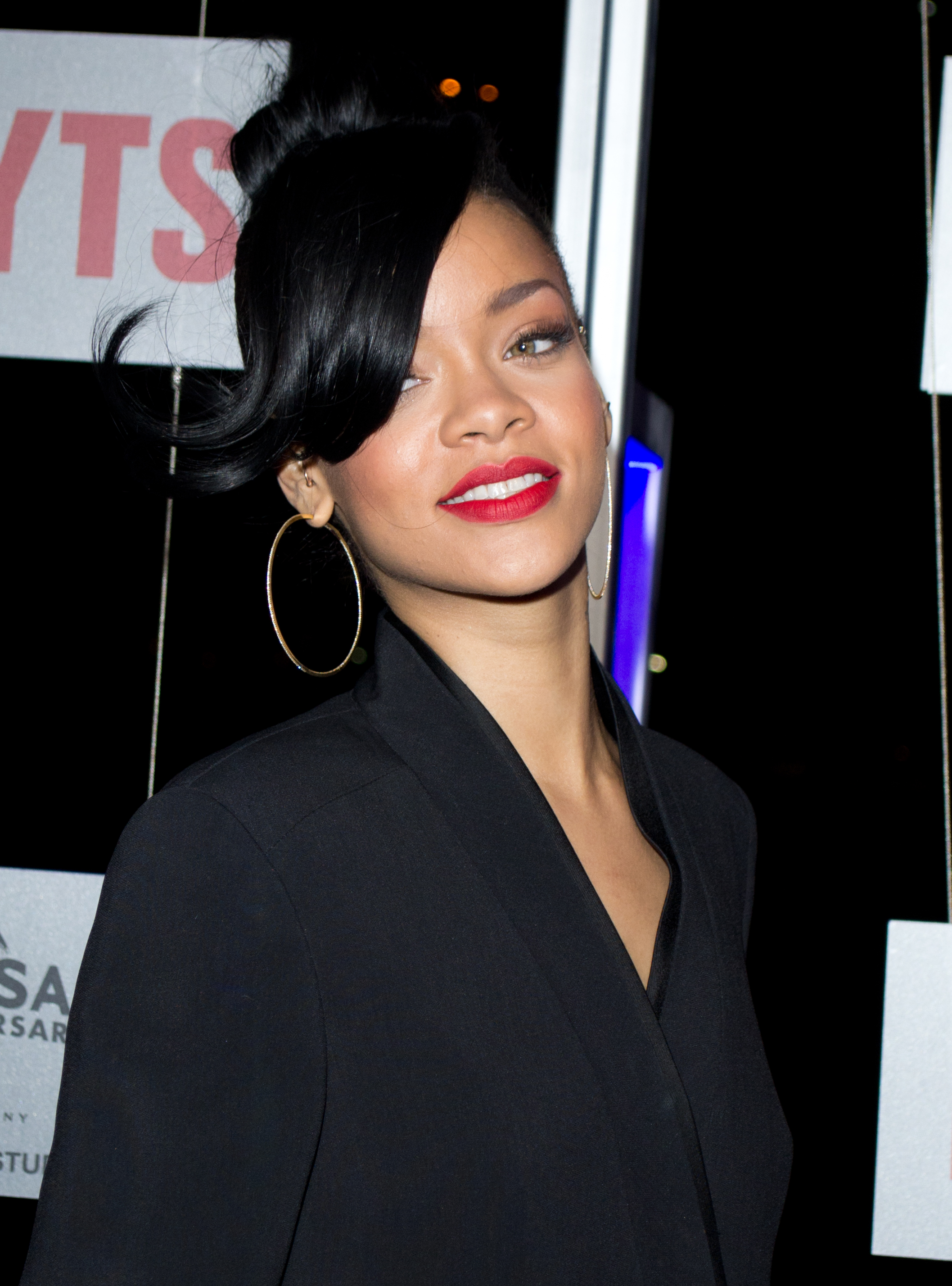
ريانا ربحت أغلب الجوائز في إحتفالات 2014

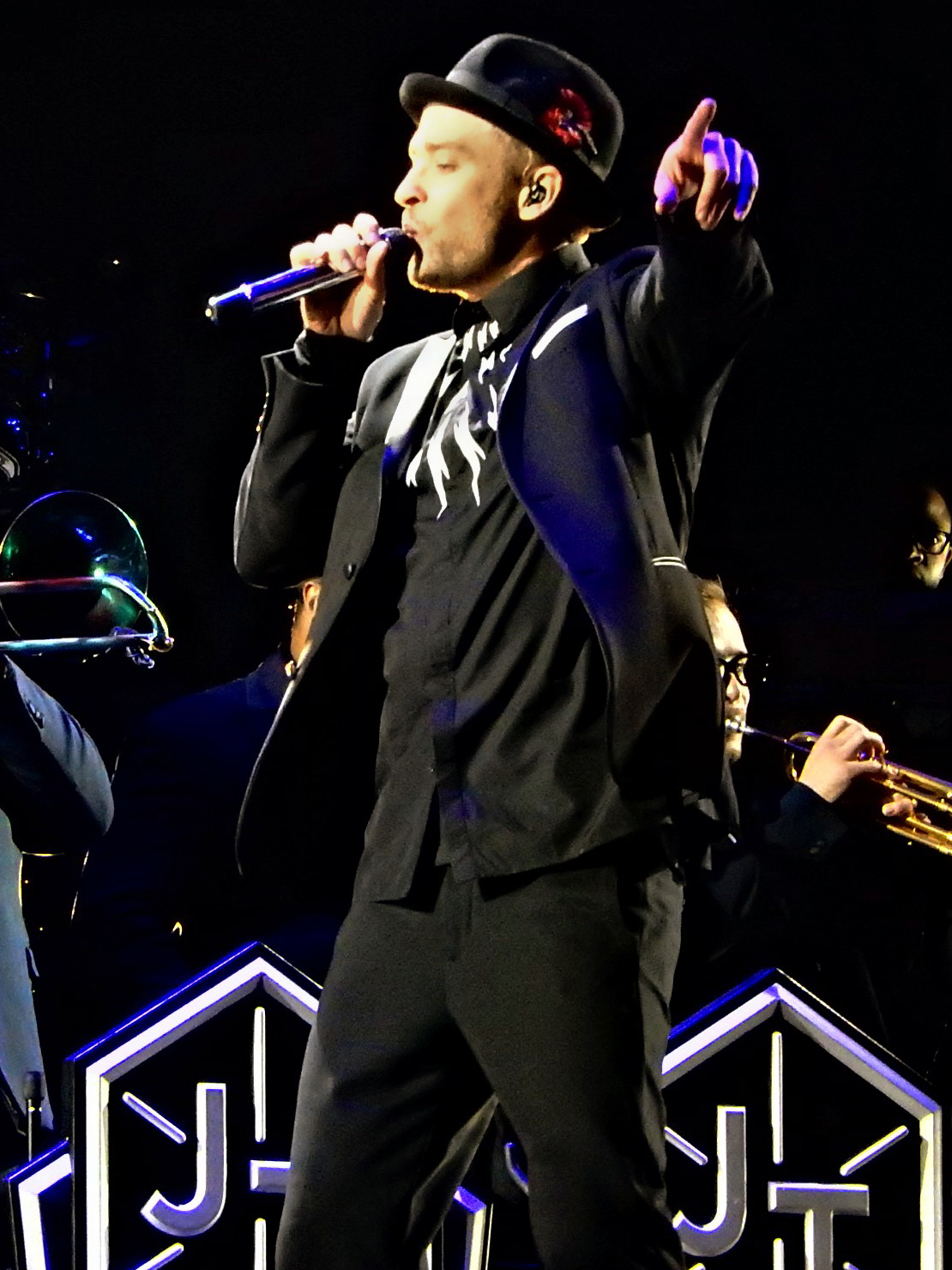
جاستين تيمبرلك فاز بجائزة سنة 2016

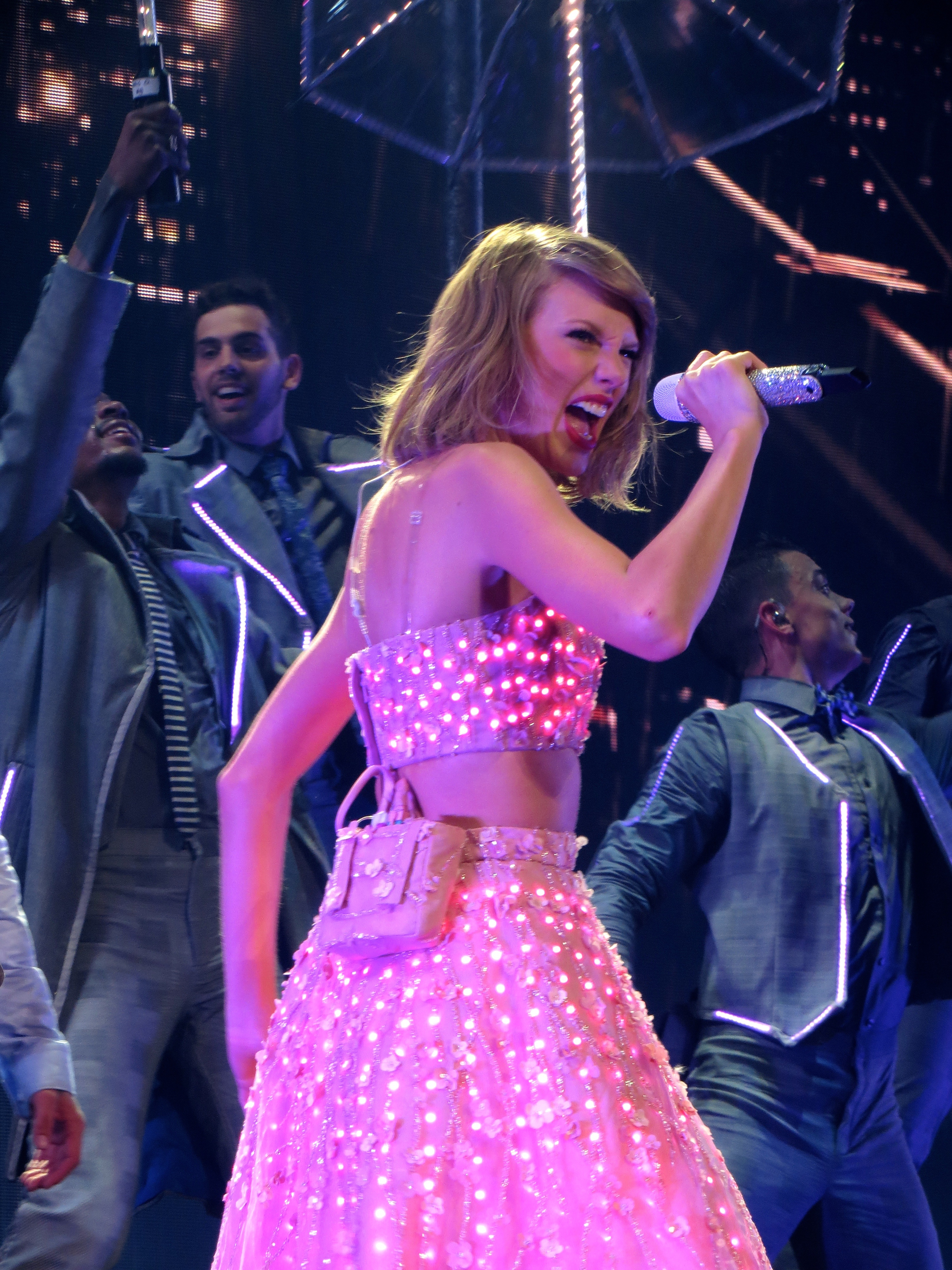
تايلور سويفت فازت بأغلبية جوائز سنة 2015 و 2016

الأكثر فوزا (حتي 2017)
| الترتيب | الأول | الثاني             | الثالث           |
| ------- | ----- | ------------------ | ---------------- |
| الفنان  | دريك  | تايلور سويفت ريانا | توينتي ون بيلوتس |
| المجموع | 9     | 7                  | 6                |

الأكثر ترشحا (حتى 2018)
| المركز  | الأول | الثاني | الثالث       |
| ------- | ----- | ------ | ------------ |
| الفنان  | ريانا | دريك   | تايلور سويفت |
| المجموع | 25    | 19     | 18           |

## التقييم
| السنة | اليوم    | التا    | الشبكة               | Household المداخيل | المشاهدة (بالمليون) | Ref.   |
| ----- | -------- | ------- | -------------------- | ------------------ | ------------------- | ------ |
| 2014 ‏ | الثلاثاء | مايو 1  | هيئة الإذاعة الوطنية | 1.7                | 5.48                | [ 10 ] |
| 2015 ‏ | الأحد    | مارس 29 | هيئة الإذاعة الوطنية | 1.7                | 5.26                | [ 11 ] |
| 2016 ‏ | الأحد    | أبريل 3 | TBS TNT ترو تي في    | 0.88               | 2.12                | [ 12 ] |
| 2017 ‏ | الأحد    | مارس 5  | TBS TNT ترو تي في    | 1.15               | 2.86                | [ 12 ] |

## روابط خارجية
- جوائز آي هارت راديو الموسيقية على موقع IMDb (الإنجليزية)
- جوائز آي هارت راديو الموسيقية على موقع ميوزك برينز (الإنجليزية)